# Apostasia elliptica
Apostasia elliptica ist eine Pflanzenart aus der Gattung Apostasia in der Familie der Orchideen (Orchidaceae). Sie wurde nur wenige Male gefunden, auf Sumatra, Borneo und der malaiischen Halbinsel.

## Beschreibung
Apostasia elliptica wächst als ausdauernde krautige Pflanzen, die Wuchshöhen von bis zu 35 cm erreicht. Sie bildet ein Rhizom von 3 mm Durchmesser, das mit 8 mm langen Niederblättern besetzt ist. Die Wurzeln entspringen den Achseln der Niederblätter, sie weisen einen Durchmesser von 2 mm auf. Die Laubblätter sind in relativ großen Abständen an der Sprossachse angeordnet, sie werden bis zu 11 cm lang bei einer Breite von 2,3 cm. Die Blattbasis formt eine deutlich abgesetzte Scheide, die den Stängel umfasst, die Blattspreite ist länglich oder oval, sie endet spitz auslaufend. Von den bis zu 36 Längsadern treten fünf deutlich hervor.
Der rispige Blütenstand ist übergeneigt und enthält 10 bis 20 weiße Blüten. Zwischen oberstem Laubblatt und unterster Blüte befinden sich keine sterilen Hochblätter. Die Tragblätter der Blüten sind dreieckig geformt, 4 mm lang bei 2 mm Breite, sie enden zugespitzt, aber ohne fadenförmig ausgezogene Spitze. Die Blüten sind 1,5 cm groß, die sechs Blütenblätter messen 4,5 mm in der Länge bei 1,2 mm Breite. Alle besitzen eine kleine aufgesetzte Spitze, die bei den drei äußeren Blütenblättern (Sepalen) mit 0,2 mm Länge und 0,1 mm Breite kleiner ist als bei den inneren Blütenblättern (Petalen), wo sie 0,4 mm Länge und 0,2 mm Breite misst. Die drei inneren Blütenblätter sind gleich gestaltet, eine Lippe ist nicht zu unterscheiden. Der Fruchtknoten ist 11 mm lang und misst 2,5 mm im Durchmesser. Die Säule besteht aus zwei fruchtbaren Staubblättern und dem Griffel, die alle am Grund miteinander verwachsen sind. Die Säule wird 1 mm lang und ist nicht gebogen. Die Staubblätter sind 3,3 mm lang und 1 mm breit, im Querschnitt halbkreisförmig, an beiden Enden zweilappig. Die Staubfäden sind nur für ein kurzes Stück frei, die Staubbeutel haften aneinander. Der Griffel ist 3,5 mm lang und überragt damit die Staubbeutel für ein kleines Stück, er ist längs undeutlich mit zwei Riefen versehen und endet in einer dreilappigen Narbe.

## Vorkommen
Apostasia elliptica war de Vogel nur von zwei Sammlungen bekannt: eine von der Westküste Sumatras, eine aus der malaysischen Provinz Perak. Als Standorte gibt er Wälder in einer Höhenlage von etwa 700 m an. Ein weiterer Fundort liegt auf Borneo.

## Systematik
Die Erstbeschreibung von Apostasia elliptica erfolgte 1920 von Johannes Jacobus Smith im  Bulletin du Jardin Botanique de Buitenzorg. Innerhalb der Gattung Apostasia ordnet de Vogel 1969 Apostasia elliptica in die Sektion Adactylus ein; in dieser Sektion sind im Gegensatz zur zweiten Sektion Apostasia zwei fruchtbare Staubblätter und kein Staminodium vorhanden.